# 欧仁·伊萨伊

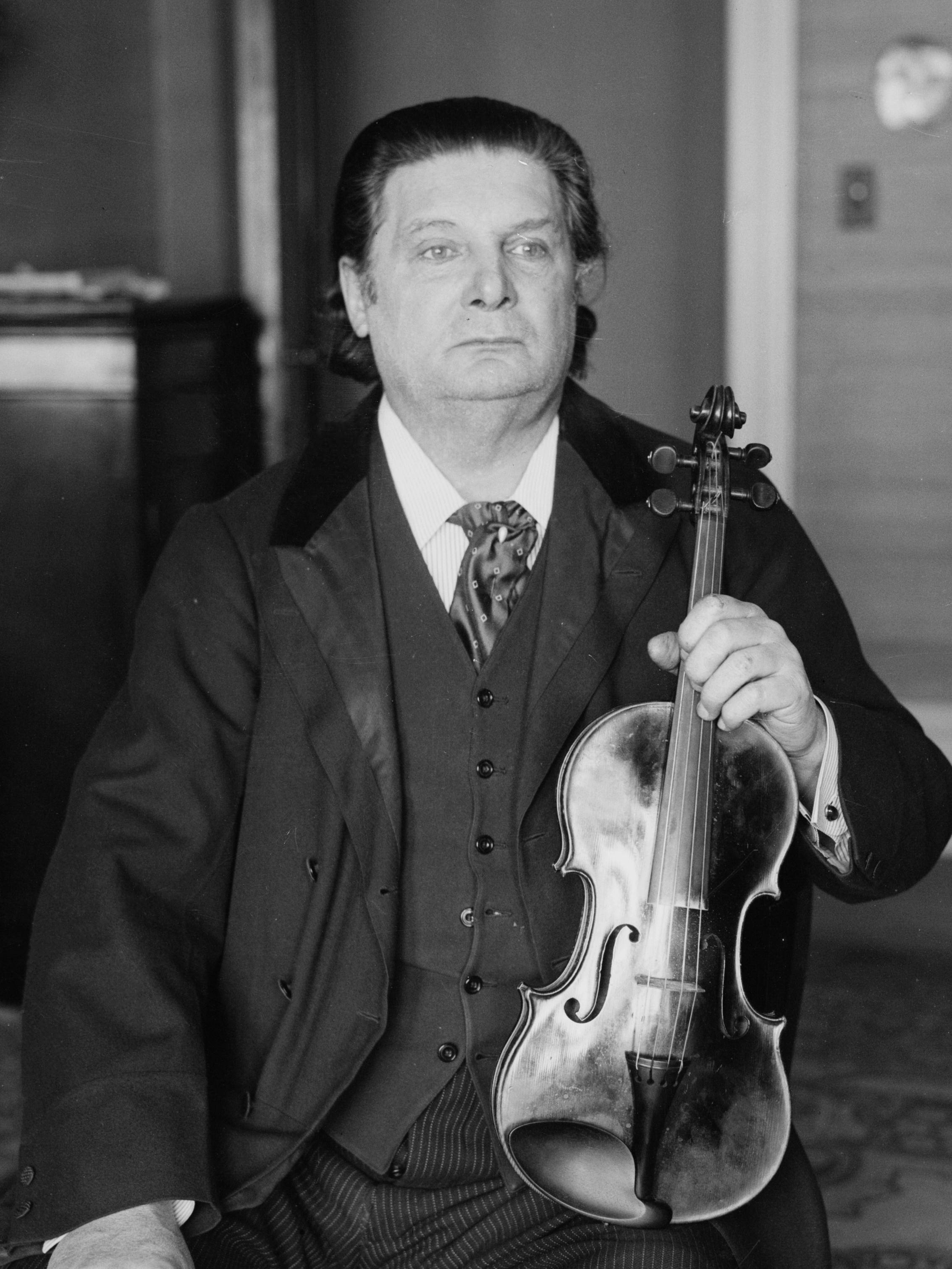
欧仁·伊萨伊

欧仁·奥古斯特·伊萨伊（法語：Eugène Auguste Ysaÿe，1858年7月16日—1931年5月12日），比利时小提琴家，作曲家和指挥家。他被誉为“小提琴之王”，内森·米尔斯坦则称他为“沙皇”。

## 生平

### 早年
易沙意的家族曾居於南比利時的瓦隆地區，16世紀以後則是該區域的苏马涅村莊。19世紀初，易沙意的祖父喬治（Georges）舉家遷往列日，1858年7月16日伊萨伊出生于列日，五岁时与父亲一起上小提琴课。即使后来他继续与著名的大师学习，他仍会认识到父亲的教学是他对乐器了解的基础。他七岁时进入列日音乐学院，师从德西雷·海恩伯格，尽管此后不久，他被音乐学院劝退，由于缺乏进步。这是因为，为了养家糊口，年轻的欧仁不得不在两个本地乐团中全职演奏，他的父亲担任其中一支的指挥。
伊萨伊继续在这些乐团中演奏，尽管他自己学习了一些小提琴的曲目。到他十二岁的时候，他的演奏是如此出色，有一天他在一个地窖里练习音乐，传奇小提琴家亨利·维厄当在街上经过时，被他的小提琴声留下了深刻的印象，以至于他对这个男孩产生了兴趣。他安排伊萨伊重新进入音乐学院（1872年），与维厄当的助手亨里克·维尼亚夫斯基一起学习。伊萨伊后来也与维厄当一起学习，伊萨伊称老师和学生的角色为“主人和门徒”，双方都非常喜欢。在他的最后几年，维厄当要求伊萨伊到乡下来，只为他拉琴。维厄当這樣評價自己的門徒：
⋯⋯他是一名模範學生，他的服從、自信、能力和才華都堪稱典範。他憑直覺即能掌握有關於音樂的一切，並可立刻執行我教導的事情。簡而言之，他是我一輩子都在尋找的那種天才⋯⋯
与这些老师一起学习，让伊萨伊成为了所谓的「佛朗哥-比利时小提琴演奏学派」的成员，这可以追溯到弗朗索瓦·图尔特对现代小提琴琴弓的发展。这种学派（École）的特质包括优雅，饱满的音调，无晃动的“长”弓，精确的左手技巧以及用整个前臂运弓，同时保持手腕和上臂安静（相对于约瑟夫·约阿希姆的德国手腕运弓学派和莱奥波德·奥尔的使用整臂的俄派概念）。

### 职业生涯

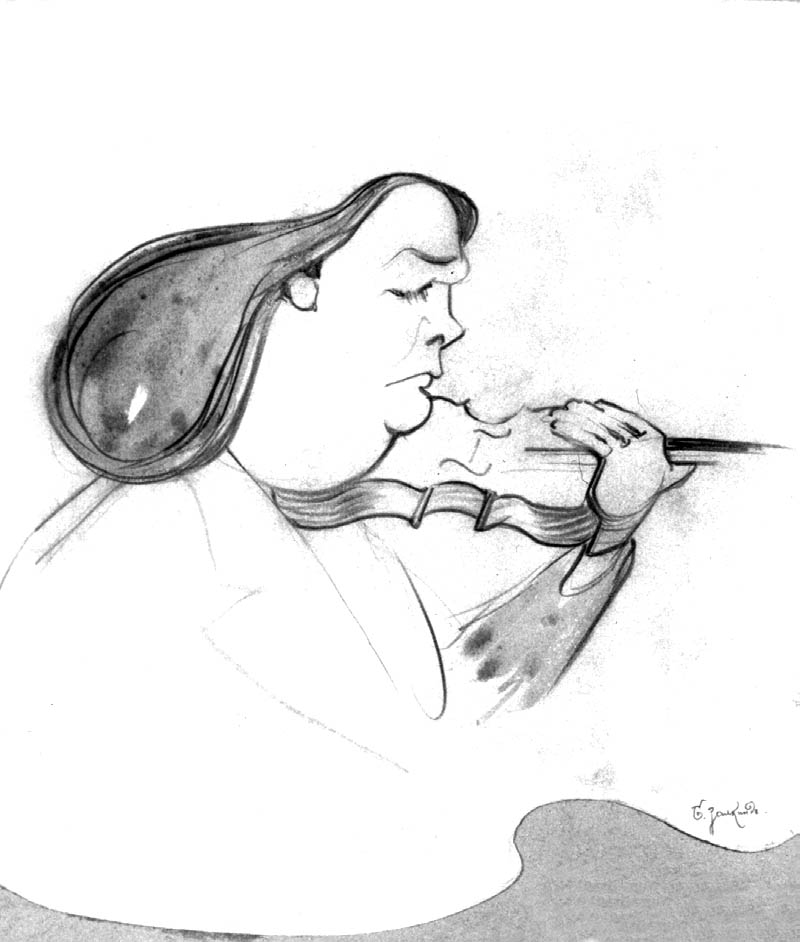
贝·扎尔金德：《小提琴家欧仁·伊萨伊的漫画》，1913年

伊萨伊从列日皇家音乐学院毕业后，成为本亚明·比尔塞啤酒大厅管弦乐团的首席小提琴。许多著名和有影响力的音乐家定期来听这个乐团，特别是听伊萨伊，其中包括约瑟夫·约阿希姆，李斯特·费伦茨，克拉拉·舒曼和安东·鲁宾斯坦，他们要求将伊萨伊合同解除以陪同他巡回演出。
伊萨伊27岁那年（1885年3月），他被推荐为巴黎科洛纳乐团的独奏者，演出拉羅《西班牙交响曲》，这是他作为音乐会艺术家取得巨大成功的开端。次年，伊萨伊在他故乡比利时的布鲁塞尔皇家音乐学院获得教授职位。这开始了他的教师生涯，在1898年离开音乐学院之后到他的最后几年，这一直是他的主要职业之一。他的門生有约瑟夫·金戈尔德、威廉·普里姆罗斯、内森·米尔斯坦（他主要与彼得·斯托利亚斯基一起学习）、路易斯·珀辛格、马蒂厄·克里克布姆 、琼尼·海肯斯、查尔斯·霍德雷特、雅舍·布罗德斯基、奥斯卡·舒姆斯基、朱莉娅·克伦普和阿尔多·费拉雷西等人。易沙意一直是法國音樂的支持者，曾加入「國家音樂協會」，也因此結識當代許多作曲家，包括了弗兰克、佛瑞、丹第、肖松、德彪西等等。弗兰克盛讚易沙意對當代法國音樂的掌握：
他的演奏是宏偉的⋯⋯既慷慨又充滿熱情⋯⋯他是我們法蘭西音樂黃金時代的最佳詮釋者，每次都讓新的實驗性作品成為傑作。

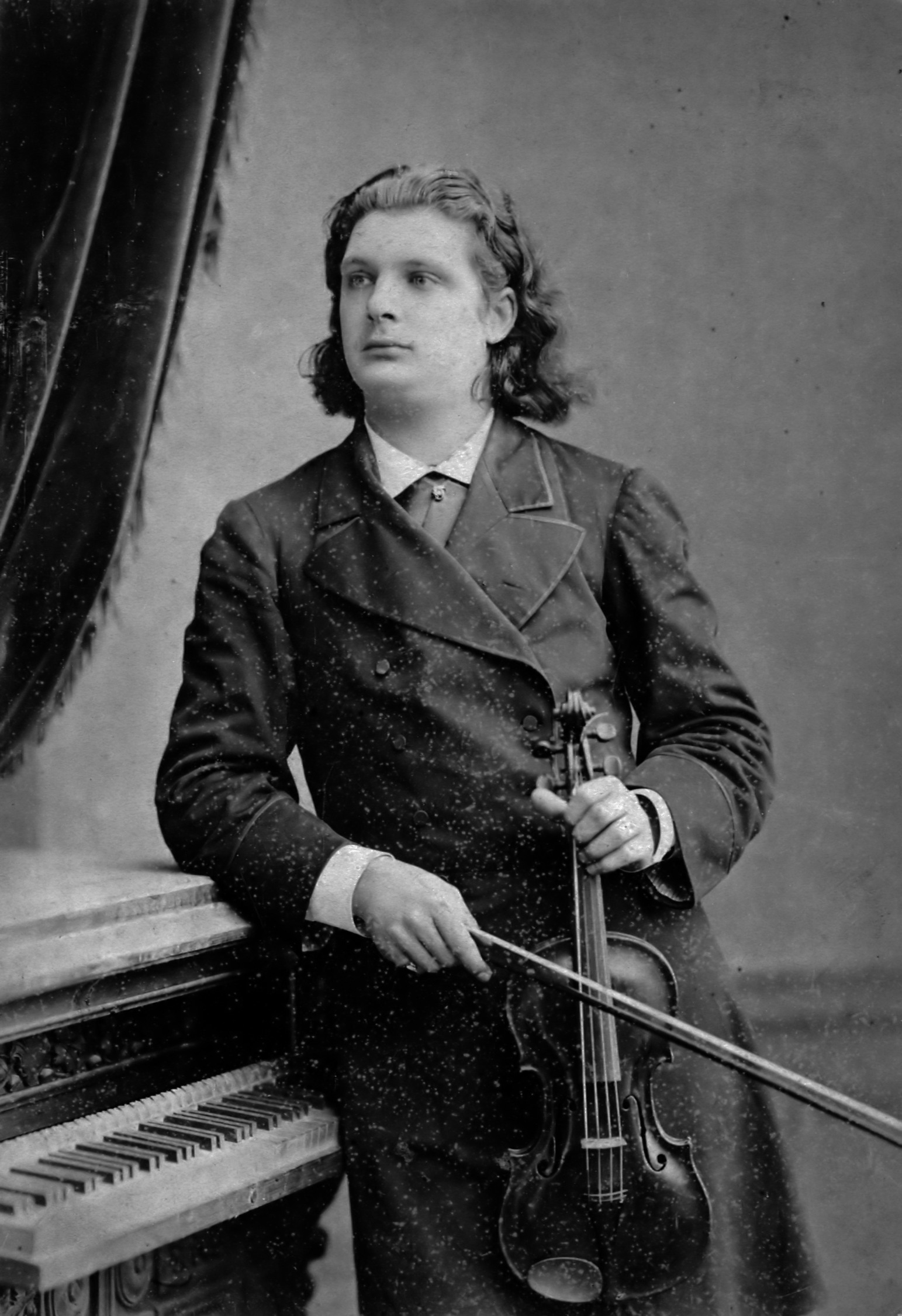
欧仁·伊萨伊在俄罗斯，1883年

在担任音乐学院教授期间，伊萨伊继续游览世界不断扩大的部分，包括欧洲、俄罗斯和美国。尽管有健康方面的问题，尤其是他的手部状况，伊萨伊的表演还是处于最佳状态，许多著名的作曲家都为他献上了重要作品，包括德彪西、聖桑、弗兰克和肖松等人。他将圣桑为钢琴独奏而作的《圆舞曲式练习曲》改编成了小提琴和乐团版本。
应当提到弗兰克的A大调小提琴奏鸣曲，这是1886年送给伊萨伊和他的妻子的结婚礼物。據說易沙意在瀏覽了作品手稿後表示：
世界上沒有任何東西可以給我更大的榮譽，或比收到這份禮物更喜悅。此份大禮不僅屬於我而已，它更是隸屬全人類的。
伊萨伊之后不论到哪里都会演奏这首曲子。另外，当伊萨伊被要求写一部协奏曲时，他的回复則是肖松的《音诗》。西格提·约瑟夫认为，这两点忠诚最能表现出对伊萨伊受到极大尊重的原因。
1886年，他成立了伊萨伊四重奏，他们首演了德彪西的弦乐四重奏。
随着他的身体疾病变得越来越难以接受，伊萨伊转向了教学，指挥和他早年所爱：作曲。在他最著名的作品中，有六首独奏小提琴奏鸣曲（作品27），无伴奏大提琴奏鸣曲（作品28），一首为两把小提琴而作的奏鸣曲，八首为不同乐器（一或两把小提琴，小提琴和大提琴，弦乐四重奏）和乐团而作的音诗（《挽歌》、《狂喜之诗》、《冬歌》、《夜诗》等等），无低音提琴的弦乐队的作品（包括《流放》），两首钢琴三重奏，一首弦乐五重奏。他在临终前用瓦隆语写了一部歌剧《矿工彼得》。
伊萨伊于1898年被任命为纽约爱乐乐团音乐总监，但由于他繁忙的独奏表演而不得不拒绝此邀約。1914年第一次世界大戰開始，易沙意攜家走避倫敦。1916年6月他曾偕比利時伊莉莎白皇后前往前線做勞軍演出。1918年起他开始在辛辛那提交响乐团担任音乐总监一职，一直待到1922年，并录制了几张唱片。
最终，在1931年，患有严重糖尿病且左脚截肢的欧仁·伊萨耶死于布鲁塞尔的家中，安葬在布鲁塞尔的伊克塞尔公墓。

## 評價與特色

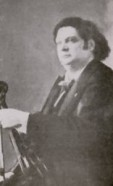
拿着小提琴的伊萨伊

伊萨伊的表演引人入胜且极富创意。帕布罗·卡萨尔斯声称在伊萨伊之前从未听过小提琴手不走调，弗莱什·卡罗伊则称他为「我一生中听到过的最杰出和最独特的小提琴演奏家」。弗莱什並且表示，易沙意的演奏「音色宏偉而高貴，滑音新穎而迷人，抖音自然如歌，左手敏捷準確猶如萨拉萨蒂般完美⋯⋯他更是一位極富想像力的彈性節奏大師，每一種運弓都能傳遞出完美的樂感」。
伊萨伊擅用各种类型的揉弦技巧，因而能演奏出宽广而灵活的音调。他说：“不要总是颤音，而要始终在颤动中”（"Don't always vibrate, but always be vibrating"）。他的演奏原则是：“倘若不能取得情感、诗意或心灵上的效果，就不要去作它。”指挥家亨利·伍德爵士说：“音调令人赞叹不已。……他在小提琴上创造出的色彩似乎比任何一个当代同行都要多。”1894年，美國樂評Henry Krehbiel讚許易沙意的演出：
易沙意從頭到尾都是一個強大有力的人物；一個有著非凡身體素質的人。雖然外表是個正常人，但由於極具流動性的面部表情，而使得他的演奏異常迷人。小提琴是他表達豐富情感的工具，在我印象中從來沒有任何其他演奏家可像他一樣，展示[出]小提琴和演奏者之間存在的親密關係。他把弓放在弦上，弓毛似乎就隨著不同情感之目的而咬著琴弦；時而微弱如鬼魅般的耳語、或如軍士般的怒吼聲，充滿了整個音樂廳，更充滿了感情。
伊萨伊演绎的最鲜明特征可能是他精湛的自由速度演奏。亨利·伍德爵士说：“每当他从一个音符借走时间后，他都会忠实地在四个小节内还清欠债”，从而使他的伴奏者能够在自由的小提琴下保持严格的节奏。巧合的是，对弗雷德里克·肖邦亦有类似的描述。
伊萨伊是后期浪漫主义和早期现代作曲家的杰出诠释者，马克斯·布鲁赫、卡米爾·聖桑和塞扎尔·弗兰克都称其是他们作品的最佳演奏者。同时他对巴赫和贝多芬的诠释也倍受人们赞誉。他的演奏技巧辉煌、经过精心打磨，在这方面，他是第一位现代小提琴演奏家，其演奏技巧没有早期艺术家的缺点。

## 獲獎與榮譽
- 1900年：利奥波德勋章军官。[13]
- 1919年：利奥波德勋章指挥官。[14]

## 作品

### 作曲
以下是伊薩伊以作曲家身分發表的作品，如果沒有特別說明所演奏樂器，皆以小提琴為主。其管弦乐作品的完整清单，可在交响乐团图书馆中心查阅。
独奏
- 無伴奏小提琴奏鳴曲，作品27，1923年
  - 第1號奏鸣曲（題獻給西格提·約瑟夫）
  - 第2號奏鳴曲（題獻給雅克·蒂奥）
  - 第3號奏鸣曲（題獻給乔治·埃内斯库）
  - 第4號奏鸣曲（題獻給弗里茨·克莱斯勒）
  - 第5號奏鸣曲（題獻給马蒂厄·克里克布姆（英语：Mathieu Crickboom））
  - 第6號奏鸣曲（題獻給曼努埃尔·基罗加（英语：Manuel Quiroga））
- 無伴奏大提琴奏鸣曲，作品28，1924年
- 10首前奏曲（小提琴练习曲），作品35

室内乐
- 两首沙龙玛祖卡，作品10，1884年
  - “在远处”
  - “马祖卡”
- B小调第三马祖卡《遥远的过去》，作品11，1893年
- 第1號練習曲，作品18
- 第2號練習曲，作品19
- 由圆舞曲式练习曲改编的随想曲，作品52之6（圣桑作曲，伊萨伊改编）
- 第1號钢琴三重奏，作品33

管弦乐
- 《流放》（为小提琴與中提琴組成的弦乐团），作品25，1917年
- Saltarelle carnavalesque，作品11a
- 《挽歌》，作品12，1892/3年（由雅克·伊萨伊完成配器）
- 《纺车》（第二号音诗），作品13
- 《童年的梦》，作品14
- Chant d'hiver（第三号音诗），作品15，1902年
- 《冥想》（为大提琴和乐团），作品16
- G小調協奏曲，作品17
- 《摇篮曲》，作品20
- 《狂喜》（第四号音诗），作品21（题献给米夏·艾尔曼）
- 《小夜曲》（为大提琴和乐团），作品22
- 《昔日之雪》（第五号音诗），作品23，1911年
- 《嬉游曲》，作品24，1921年
- Amitié（第六首音诗，为两把小提琴和乐团），作品26
- 《夜诗》（第七首音诗，为小提琴、大提琴和乐团），作品29
- Harmonies du soir（第八号音诗，为弦乐四重奏和乐团），作品31
- 《幻想曲》，作品32

無編號作品
- 死后练习曲
- 贝多芬小提琴协奏曲第一乐章华彩乐段，1888–89年
- 莫扎特第3號小提琴协奏曲第一、二、三乐章华彩乐段
- 柴可夫斯基小提琴协奏曲第一乐章华彩乐段
- 勃拉姆斯小提琴协奏曲第一乐章华彩乐段
- 第24首随想曲主题“帕格尼尼变奏曲”，1960年
- 两首著名咏叹调（巴赫、亨德尔作曲，伊萨伊改编）
- E小调圆舞曲（肖邦作曲，伊萨伊改编）
- G小调叙事曲（肖邦作曲，伊萨伊改编）
- 为两把小提琴而作的奏鸣曲，1915年
- 弦乐三重奏（Le Chimay），1915年
- B小调弦乐五重奏“致我的弟弟泰奥菲勒”，1894年
- 弦乐四重奏
- 第2號钢琴三重奏
- 为两把小提琴和中提琴而作的三重奏（Le Londres）
- 樂團作品《布拉班人之歌》，1918年
- 第8號小提琴协奏曲（由雅克·伊萨伊完成配器）
- E小调协奏曲[16][17]
- 《挪威传奇》[註 7]
- 歌剧《彼得兄弟》（Piére li houyeû，1931年），原本为瓦隆语，可能是用唯一用这一语言的歌剧剧本

1931年3月4日，在列日歌剧院举行了《彼得兄弟》（这位作曲家唯一的歌剧）的首演，当时正值他的学生比利时王后伊丽莎白出席一个专门为该作曲家的作品而举办的长夜。伊萨伊患有糖尿病，在医院的房间里聆听了演出。女王得知伊萨伊病情严重，组织了一次电台广播，伊萨伊在房间里向听众讲话。4月25日，该作品便在布鲁塞尔上演。伊萨伊用担架被送到剧院的包厢里，得以观看演出。18天后，他撒手人寰。
批评家对该剧赞赏有加，但该剧在标准剧目中没有找到位置。2006年11月25日，列日的瓦隆皇家歌剧院再次上演该剧。这次演出由非营利性协会“瓦隆音乐”录制并出版，编号为MEW 0884-0885，共两张CD，并附有一本包含瓦隆语文本及其法语、荷兰语和英语翻译的册子，以及法语、荷兰语、德语和英语的介绍性文本。这个故事是根据1877年列日地区矿工罢工时发生的事件改编的。在与警察的冲突中，发生了小规模枪战。一名工头的妻子冲上前去，夺取一名前锋放在办公室里的手榴弹，但手榴弹爆炸，她被炸死。
- 歌剧《石娘子》（L’avièrge di pièr），未完成，未演出

### 錄音

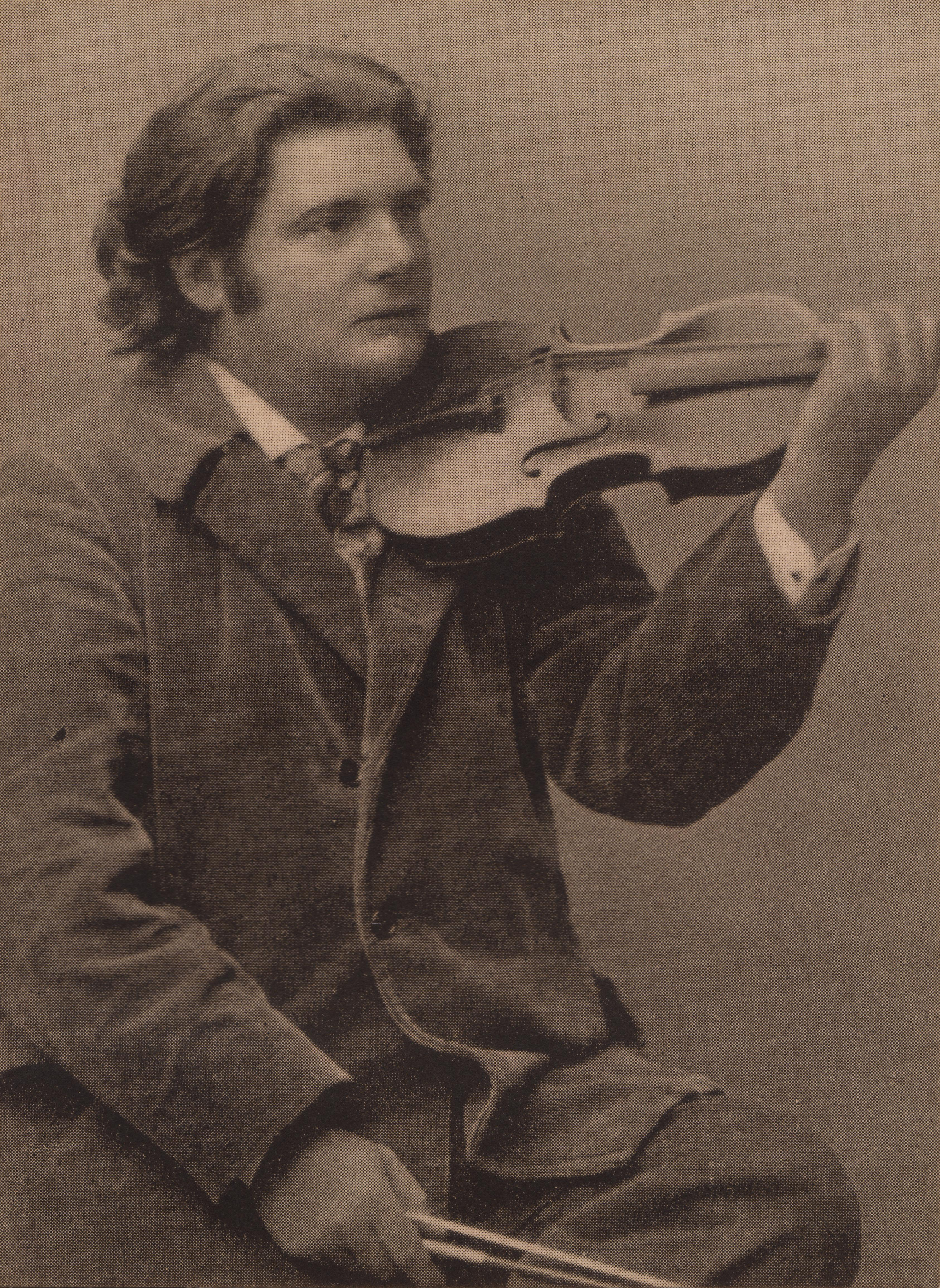
欧仁·伊萨伊

[以CD形式发行，索尼古典MHK 62337, 1996]
卡米尔·德克勒，钢琴伴奏
- 瓦格纳：《获奖歌》选自《纽伦堡的名歌手》1912年2月1日录制
- 夏布里埃：《第10号风景如画作品》选自《风景如画作品（英语：Pièces pittoresques）》，1912年12月20日录制
- 舒曼: 《夜之歌》，作品85，No. 12，1912年12月24日录制
- 维尼亚夫斯基：G大调马祖卡，作品19，No. 1“Obertass”，1912年12月26日录制
- 维尼亚夫斯基：D大调马祖卡，作品19，No. 2“Dudziarz”，1912年12月26日录制
- 福莱: 《摇篮曲》，作品16，1912年12月27日录制
- 门德尔松：e小调小提琴协奏曲，作品64（III. 很活泼的快板），1912年12月27日录制
- 维厄当：《小回旋曲》作品32，No. 2，1912年12月30日录制
- 勃拉姆斯：升f小调第5号匈牙利舞曲（约阿希姆改编），1912年12月30日录制
- 克莱斯勒：《维也纳随想曲》，作品2，1912年12月30日录制
- 瓦格纳：C大调Albumblatt，1912年12月30日录制
- 伊萨伊：《遥远的过去》，b小调第三马祖卡，作品11，1912年2月1日录制
- 伊萨伊：《童年的梦》，作品14，1912年2月1日录制
- 德沃夏克：升G大调幽默曲（克莱斯勒改编），1914年3月9日录制
- 舒伯特：《圣母颂》，D. 839，1914年3月9日录制
- 夏布里埃：《欢乐的行走（英语：Joyeuse marche）》，1919年11月30日录制

指挥辛辛那提交响乐团，录制于1919年11月28日
- 得利布：间奏曲，选自《Naila》（没有鲜花，大圆舞曲）
- 马亚尔（英语：Aimé Maillart）:《维拉尔之龙》序曲
- 马斯内：《Navarraise》，选自《Le Cid》
- 拉森（英语：Eduard Lassen）：《节日序曲》
- 夏布里埃：《欢乐的行走》
- 里姆斯基-科萨科夫: 《舍赫拉查达》
- 奥芬巴赫：《地獄中的奧菲歐》

### 題獻給易沙意的作品
- 弗兰克A大調小提琴奏鳴曲（1886年）
- 佛瑞D大調鋼琴五重奏（作品89，1889年）
- 德彪西G小調弦樂四重奏（作品10，1893年）
- 勒克G大調小提琴奏鳴曲（1891年）
- 肖松《詩曲》（作品25，1896年）
- 聖桑E小調第1號弦樂四重奏（作品112，1899年）

## 个人生活

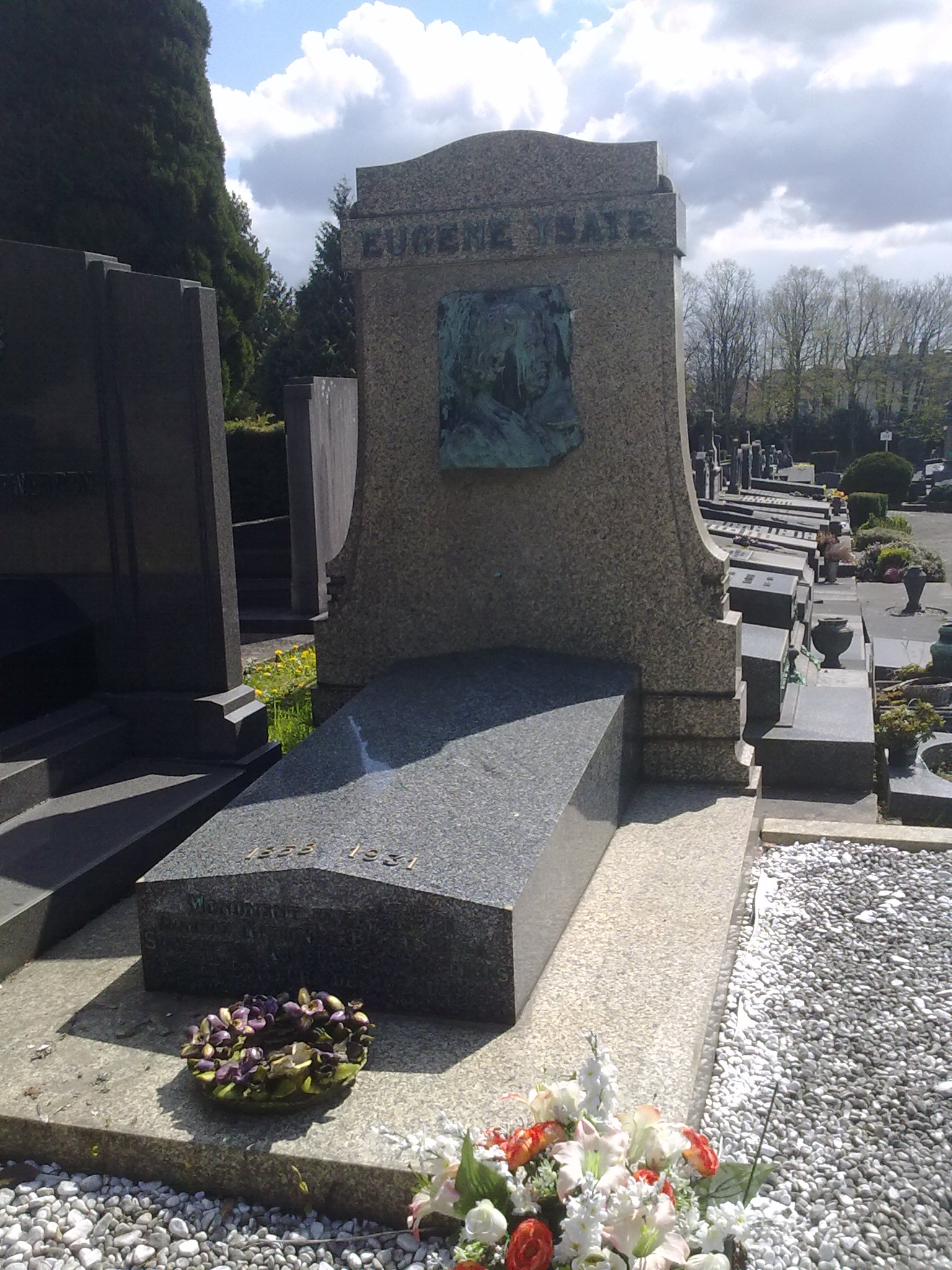
欧仁·伊萨伊在布鲁塞尔的墓碑（伊克塞尔公墓） (Note: 墓碑正面写着：Monument érigé par le Comité National Belge de la Société des Auteurs Compositeurs et Editeurs de Musique.翻译为：比利时作家，作曲家和音乐发行人协会全国委员会竖立的纪念碑。)

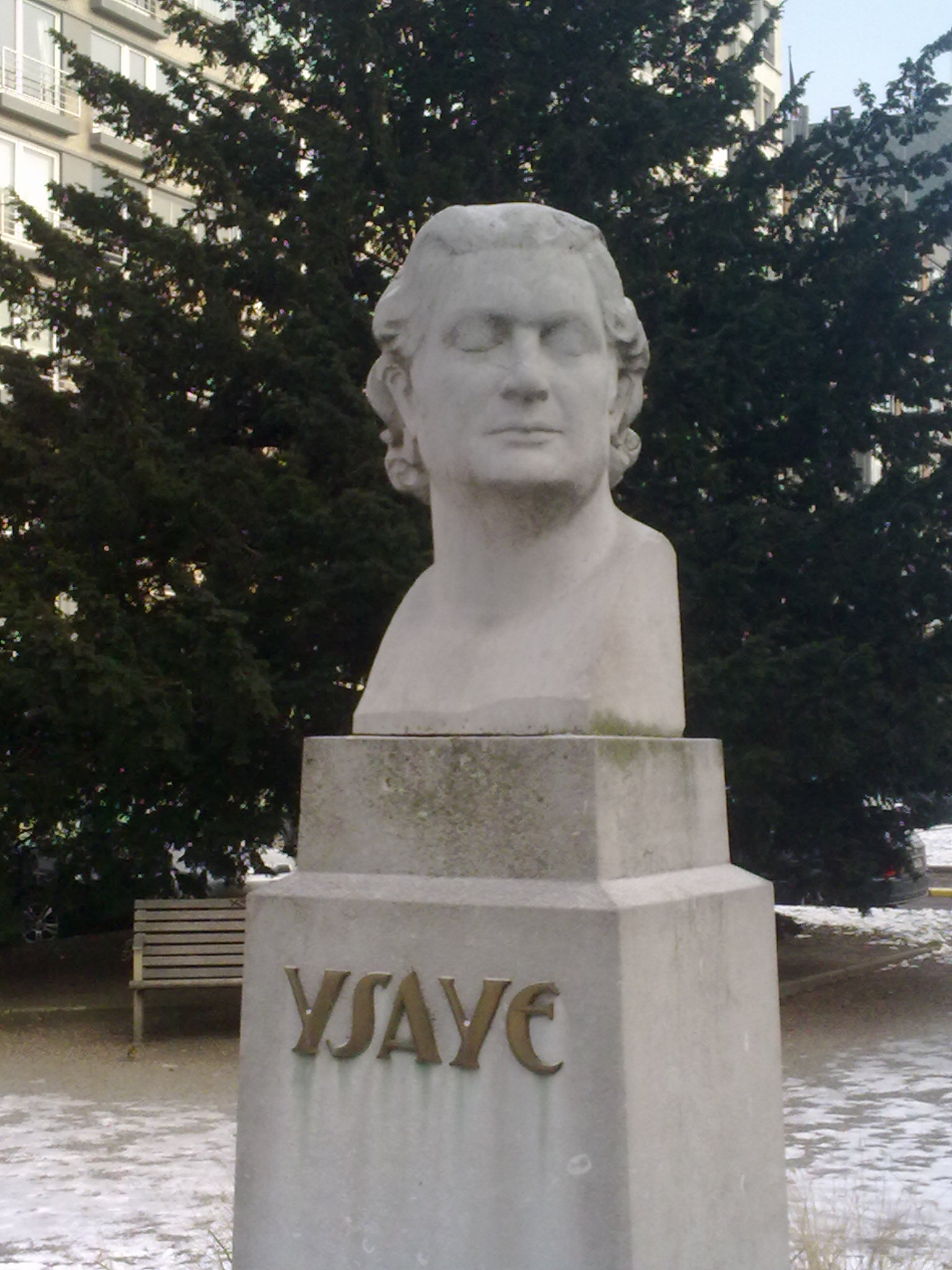
位于列日的欧仁·伊萨伊的胸像（彼尔科特大道花园）

伊萨伊结过两次婚。他的第一次婚姻是于1886年9月28日在阿爾隆嫁给了来自登德尔蒙德的路易丝·布尔多（Louise Bourdeau），育有三个儿子和两个女儿：加布里埃尔（1887–1961），卡里（1889–1930），特雷莎（也称Thésy）（1890– 1956年），安托万（1894–1979年）和泰奥多尔（1898–1934年）。塞扎尔·弗兰克在婚礼的早晨向他们赠送了A大调小提琴奏鸣曲，在匆忙的排练之后伊萨伊演奏了该曲目。1886年12月15日，弗兰克于布鲁塞尔在音乐会现场正式首演。
路易丝死后（1924年2月9日），他与比他小四十四岁的学生雅内特·丹桑结婚。她是小提琴家，十几岁时就曾与弗朗茨·克奈泽尔，莱奥波德·奥尔和奧塔卡·舍夫契克等著名老师一起学习。伊萨伊于1922年在辛辛那提乐团指挥时与她相遇。她在他生病的几年里一直照顾他。欧仁去世后对她的唯一要求是她以他的名字进行表演。
伊萨伊的弟弟是钢琴家兼作曲家泰奥·伊萨伊（1865–1918），他的曾孙是马克·伊萨伊，他是古典21电台的创始人兼总监，也是摇滚乐队马基雅维利的鼓手。欧仁·伊萨伊还是比利时伊丽莎白王后的密友，尽管王后似乎缺乏音樂才华，但他还是教她小提琴。伊薩伊的遗孀在他死后接任了皇家教职，女王为了纪念他开办伊莉莎白王后國際音樂比賽。他的孙女纳迪娜·伊萨伊·莫斯博是著名的音乐会钢琴家，在定居加拿大之前与何塞·伊图尔韦一起在欧洲巡回演出。她还在安大略省亨茨维尔的CKAR电台主持一档古典广播节目，并在其中表演。 伊萨伊的曾孙弗朗·莫斯博是加拿大乐手和歌手，也是屡获殊荣的广告顺口溜作曲家。
伊萨伊还是德彪西的朋友，有时会通过信件与他联系。两人相互尊重，伊萨伊也是这位年轻作曲家早期职业生涯的重要支持者。德彪西将他唯一的弦乐四重奏献给了这位小提琴家，伊萨伊非常仔细地研究了乐谱。四重奏于1893年12月29日在巴黎的国家音乐协会由伊萨伊四重奏首演，褒贬不一。在德彪西的《夜曲》的写作过程中，演奏大师伊萨伊和作曲家也有交流。

## 軼事與其它

### 欧仁·伊萨伊典藏
欧仁·伊萨伊典藏存放在比利时皇家图书馆的音乐分部，将四十年的购买与伊萨伊家族于2007年的捐赠结合在一起。这是研究音乐家的生活和作品的重要来源，其中包括约700封信 和亲笔签名乐谱，超过1000份印刷乐谱和书籍，丰富的照片集，四部影片以及大约五十张78 rpm和33 rpm的录音。纽约的茱莉亚音乐学院保存着第二批精美的手写和印刷乐谱。

### 伊萨伊家族小提琴
欧仁·伊萨伊家庭有“工匠”背景，尽管他的家庭中有很大一部分演奏乐器。如小提琴家阿诺德·施泰因哈特讲述，伊萨伊家族传承了一个有关第一把被带到谱系的小提琴的传说：

据说一些樵夫在森林里发现了一个男孩，并带到了村庄。这个男孩长大后成为铁匠。一次，在乡村音乐节上，他通过演奏精美的维奥尔琴使所有人惊讶。从那时起，村民们开始为他的提琴跳舞和唱歌。一天，一位显赫的陌生人在铁匠铺前停下来，给他的马穿上马蹄。伯爵的仆人看到里面的维奥尔琴，并告诉这位年轻的铁匠，他已经听到伯爵宫廷中一些吟游诗人演奏的一种新的意大利乐器。那个叫小提琴的乐器比维奥尔琴好得多 - 它的音调就像人类的声音，可以表达出每种感觉和激情。从那一刻起，这个年轻人不再为自己的维奥尔琴感到高兴。他日夜不停地想着那种美妙的新乐器，它可以表达喜悦和悲伤，其音调直达人心。
然后他做了一个梦：他在他面前看到了一位美貌难以形容的年轻女子，与自己的爱人Biethline一样。她来到他身边，亲吻他的额头。那个年轻人醒了，看着墙上挂着的破碎而被忽略的维奥尔琴，几乎无法相信他的眼睛：在那里，不是维奥尔琴，而是一种漂亮的新乐器。他把它放在肩膀上，在琴弦上拉弓，产生出真正神圣的声音。小提琴以令人心动的音调唱歌：为快乐而哭泣，拉琴的乐手也是如此。因此，传说中的第一把小提琴来到了阿登和伊萨伊家族。